# Уполномоченный по правам человека в Российской Федерации
Уполномоченный по правам человека в Российской Федерации — назначенное Государственной Думой Федерального Собрания Российской Федерации должностное лицо, призванное рассматривать жалобы граждан Российской Федерации и находящихся на территории Российской Федерации иностранных граждан и лиц без гражданства на решения или действия (бездействие) государственных органов, органов местного самоуправления, должностных лиц, государственных служащих.
Данный институт впервые в российской практике введён Конституцией Российской Федерации, которая устанавливает, что Уполномоченный по правам человека назначается Государственной Думой и действует в соответствии с федеральным конституционным законом. Уполномоченный при осуществлении своих полномочий независим и неподотчётен каким-либо государственным органам и должностным лицам.

## История

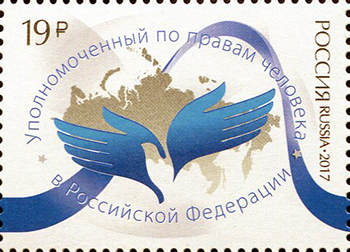
Почтовая марка, 2017 год. Институт Уполномоченного по правам человека в России

22 ноября 1991 года Верховный совет РСФСР принял Декларацию прав и свобод человека и гражданина, статья 40 которой предусматривала создание должности Парламентского уполномоченного по правам человека, причем указывалось, что он «назначается Верховным Советом на срок 5 лет, ему подотчетен и обладает той же неприкосновенностью, что и народный депутат РСФСР». Последовавший вскоре распад СССР привел к тому, что эту должность так и не ввели.
Должность Уполномоченного по правам человека в Российской Федерации была введена Конституцией России 1993 года. Однако становление этого правозащитного института происходило в 1990-е годы с большим трудом. Первым Уполномоченным стал С. А. Ковалёв, назначенный на эту должность Государственной думой 17 января 1994 года. Он одновременно возглавлял Комиссию по правам человека при президенте России, созданную указом президента России от 1 ноября 1993 года. Эта комиссия была наделена полномочиями по рассмотрению обращений жалоб на нарушение их прав на расследование этих фактов. В момент его назначения не было федерального конституционного закона, регулирующего деятельность омбудсмена. Поэтому деятельность Уполномоченного регламентировалась указом президента Российской Федерации от 4 августа 1994 года, который обязывал должностных лиц предоставлять омбудсмену информацию, необходимую для его деятельности, а также устанавливал, что до принятия соответствующего конституционного закона Уполномоченный должен осуществлять полномочия, предоставленные ему как председателю Комиссии по правам человека при президенте Российской Федерации.
Уже 10 марта 1995 года Государственная дума отменила решение о назначении Ковалёва. После него более трех лет в России не было Уполномоченного по правам человека. В конце декабря 1996 года был принят федеральный конституционный закон «Об Уполномоченном по правам человека в Российской Федерации». Лишь 20 мая 1998 года новым Уполномоченным был избран О. О. Миронов из фракции КПРФ, получивший 340 голосов депутатов. Его преемники (В. П. Лукин, Э. А. Памфилова) становились Уполномоченными по представлению президента России В. В. Путина.

## Цели деятельности
Согласно Федеральному конституционному закону «Об Уполномоченном по правам человека в Российской Федерации» от 26 февраля 1997 г. № 1-ФКЗ Уполномоченный способствует:
- восстановлению нарушенных прав,
- совершенствованию законодательства Российской Федерации о правах человека и гражданина и приведению его в соответствие с общепризнанными принципами и нормами международного права,
- развитию международного сотрудничества в области прав человека,
- правовому просвещению по вопросам прав и свобод человека, форм и методов их защиты.

## Требования к кандидатуре
На должность Уполномоченного назначается лицо, являющееся Гражданином Российской Федерации, не моложе 35 лет, имеющее познания в области прав и свобод человека и гражданина, опыт их защиты. Уполномоченный назначается на должность сроком на пять лет, считая с момента принесения присяги.

## Порядок рассмотрения жалоб
Уполномоченный рассматривает жалобы граждан Российской Федерации и находящихся на территории Российской Федерации иностранных граждан и лиц без гражданства на решения или действия (бездействие) государственных органов, органов местного самоуправления, должностных лиц, государственных служащих, если ранее заявитель обжаловал эти решения или действия (бездействие) в судебном либо административном порядке, но не согласен с решениями, принятыми по его жалобе.
Федеральный конституционный закон «Об Уполномоченном по правам человека в Российской Федерации» предусматривает двухступенчатую систему рассмотрения жалоб, поступающих Уполномоченному:
- В течение 10 суток после регистрации жалобу рассматривает работник аппарата Уполномоченного. Он проверяет соблюдение формальных критериев жалобы — не пропущен ли срок обращения к Уполномоченному, правильно ли оформлена жалоба;
- После того, как жалоба признана приемлемой её должен рассматривать лично Уполномоченный. Однако на практике подавляющее большинство жалоб, принятых к рассмотрению, по существу рассматривают и дают ответы сотрудники аппарата Уполномоченного. Согласно докладу Уполномоченного за 2016 год лично Уполномоченный рассмотрела только 2858 обращений из поступивших 42549[5].

По результатам рассмотрения жалобы Уполномоченный по правам человека вправе:
1. обратиться в суд с заявлением в защиту прав и свобод, нарушенных решениями или действиями (бездействием) государственного органа, органа местного самоуправления или должностного лица, а также лично либо через своего представителя участвовать в процессе в установленных законом формах;
2. обратиться в компетентные государственные органы с ходатайством о возбуждении дисциплинарного или административного производства либо уголовного дела в отношении должностного лица, в решениях или действиях (бездействии) которого усматриваются нарушения прав и свобод человека и гражданина;
3. обратиться в суд или прокуратуру с ходатайством о проверке вступившего в законную силу решения, приговора суда, определения или постановления суда либо постановления судьи;
4. изложить свои доводы должностному лицу, которое вправе вносить протесты, а также присутствовать при судебном рассмотрении дела в порядке надзора; обращаться в Конституционный Суд Российской Федерации с жалобой на нарушение конституционных прав и свобод граждан законом, применённым или подлежащим применению в конкретном деле.

В случае грубого или массового нарушения прав и свобод граждан Уполномоченный вправе выступить с докладом на очередном заседании Государственной Думы. Уполномоченный вправе обратиться в Государственную Думу с предложением о создании парламентской комиссии по расследованию фактов нарушения прав и свобод граждан и о проведении парламентских слушаний, а также непосредственно либо через своего представителя участвовать в работе указанной комиссии и проводимых слушаниях.

## Рабочий аппарат Уполномоченного по правам человека в Российской Федерации
У федерального Уполномоченного есть свой рабочий аппарат, численность которого (по состоянию на 2016 год) — 200 человек. Все они имеют высшее образования, 65 % сотрудников аппарата имеют юридическое образование. Сотрудники аппарата не имеют полномочий, которые предоставлены Уполномоченному. По доверенности Уполномоченного сотрудники его аппарата имеют право участвовать в судебных заседаниях, парламентских слушаниях, а также проверках, проводимых совместно с другими государственными органами. Ни один сотрудник аппарата Уполномоченного не вправе (даже при наличии доверенности) запрашивать у государственных органов какую-либо информацию, знакомиться с материалами уголовных, гражданских и административных дел, участвовать в судебных заседаниях. Структурно в 2017 году аппарат Уполномоченного состоял из восьми управлений. Однако именно Аппарат рассматривает по существу большинство жалоб, поступающих Уполномоченному. В 2015 году из 28,6 тыс. поступивших к Уполномоченному обращений «самостоятельно» Уполномоченный Э. Памфилова рассмотрела лишь около 1,5 тыс. обращений. Уполномоченный также передает на рассмотрение в аппарат жалобы, которые передают ему лично. В июле 2017 года сотрудница аппарата Уполномоченного Л. М. Морозова, которой передали жалобу на необоснованное осуждение Данила Безбородова, сообщила его отцу, что «порвала» бы его сыну задний проход (она высказалась грубее). При этом сотрудница отметила, что в прошлом работала следователем.

## Эффективность института Уполномоченного
Единых критериев эффективности Уполномоченного в российском законодательстве нет. Однако в докладах омбудсменов публикуют сведения о работе с жалобами граждан. При этом важнейшим показателем эффективности является доля жалоб, по которым Уполномоченному удалось восстановить права заявителя. Кроме того, значение имеет право подачи Уполномоченным жалобы в Конституционный суд в интересах заявителя. Это право дает (в случае удовлетворения жалобы) возможность признать неконституционными законов, примененных в деле заявителя, что позволяет осуществить пересмотр своих дел тем лицам, в деле которых признанный неконституционным закон применялся (даже если они не обращались к Уполномоченному).

### Работа с жалобами на нарушение прав человека
В ежегодных докладах Уполномоченного содержится информация о количестве поступивших к нему жалоб и о результатах рассмотрения. Количество поступивших жалоб и иных обращений к омбудсмену составляет несколько десятков тысяч в год. Часть из них отклоняется как неприемлемые (в 2013 г. такими были признаны 7,8 % жалоб). Если при рассмотрении жалобы сочтут, что заявитель не исчерпал всех средств правовой защиты, то в этом случае заявителю должен быть разъяснен порядок обжалования. В 2013 году по 65,1 % поступивших к Уполномоченному жалоб было направлено заявителям разъяснение порядка обжалования и только 25,2 % всех поступивших жалоб были приняты к рассмотрению.
- В 2012 году омбудсмену удалось добиться полного восстановления прав заявителя по 7,7 % дел[11].

- В 2013 году полного восстановления прав заявителя удалось достичь по 5,8 % дел[11].

- В 2014 году сменился Уполномоченный по правам человека. Согласно докладу за 2014 год Уполномоченным были «приняты меры для восстановления нарушенных прав» по 78,1 % жалоб (25303 жалобам из поступивших всего за 2014 год омбудсмену 32382 жалоб)[12]. Таким образом за год эффективность повысилась более, чем в 13 раз. Что имеется в виду под «мерами для восстановлению» сказать трудно, так как в докладе за 2014 год не указана доля дел, по которым удалось добиться полного восстановления прав заявителей. В докладе за 2014 год, в отличие от доклада за 2013 год, также не указано какое количество жалоб было признано неприемлемыми и по какому количеству жалоб было направлено разъяснение[12]. Скорее всего в данном случае имеет место явная приписка. Уполномоченный по правам человека в Ростовской области в 2016 году в интервью сообщил, что ему удается добиться положительного решения только по 12 % обращений[13]. Он рассказал, что омбудсмен из Якутии ему сообщила, что ей удается добиться принятия положительного решения по 80 % обращений[13]. Ростовский Уполномоченный (в прошлом прокурор Ростовской области) заметил, что столь высокой эффективности у омбудсмена быть не может и что до 80 % можно дотянуть, если записать в эффективность жалобы, по которым права заявителя не были восстановлены, но заявителю даны разъяснения и рекомендации[13];
- В 2016 году вновь изменилась методика подсчета эффективности работы Уполномоченного по обращениям. Согласно докладу Уполномоченного Т. Н. Москальковой в 2016 году к омбудсмену поступило 42 549 обращений, по 89,1 % которых «приняты все входящие в компетенцию Уполномоченного возможные меры реагирования»[14]. При этом в докладе не поясняется какие конкретно «меры реагирования» приняли. Также в докладе за 2016 год не указана доля обращений, которые были признаны неприемлемыми и доля жалоб, по которым было отказано[5].

### Уполномоченный и Конституционный суд
С 1999 года по 2014 годы по обращениями Уполномоченного Конституционный суд вынес 45 решений: 1 в 1999 году, 1 в 2001 году, 1 в 2002 году, 2 в 2003 году, 5 в 2004 году, 4 в 2005 году, 6 в 2006 году, 2 в 2007 году, 2 в 2008 году, 5 в 2009 году, 3 в 2010 году, 6 в 2011 году, 3 в 2012 году, 1 в 2013 году, 3 в 2014 году. Для сравнения — всего за 1999—2014 годы Конституционный суд вынес 19158 решений. Когда в 2014 году Уполномоченным по правам человека стала Памфилова, такая практика направления жалоб в интересах заявителей в Конституционный суд на определённое время прекратилась. Памфилова не отзывала жалоб, которые её предшественник Лукин, успел подать в 2014 году до своей отставки. Однако ни одной жалобы в 2014 году она не подала в Конституционный суд. В 2015 году, впервые с 1999 года, Конституционный суд не вынес ни одного решения по жалобам Уполномоченного по правам человека в России. В 2015 году Памфилова направила три обращения в Конституционный суд: два заключения по запросу Конституционного суда и одну жалобу, решение по которой было принято Конституционным судом РФ в 2016 году. Заключение Уполномоченного для Конституционного суда может противоречить интересам заявителя. Например, в январе 2017 года в заседании Конституционного суда Российской Федерации была зачитана просьба Уполномоченного по правам человека в Российской Федерации Т. Н. Москальковой о сохранении «дадинской» статьи 212.1 УК РФ, предусматривающей уголовную ответственность за неоднократное нарушение порядка проведения митингов. Москалькова просила сохранить «с учётом запроса общества». Это выступление адвокат заявителя И. И. Дадина (единственного осужденного по данной статье) назвал «ножом в спину правам человека». В итоге Конституционный суд Российской Федерации статью 212.1 УК сохранил, но ограничил её применение, после чего осужденный Дадин был освобожден и полностью оправдан.

### Уполномоченный и Верховный суд России
Уполномоченный по правам человека в интересах заявителей иногда подает в Верховный суд Российской Федерации жалобы и ходатайства на решения нижестоящих судов по административным, гражданским и уголовным делам (в том числе в поддержку уже находящейся на рассмотрении в Верховном суде жалобы). Например, за 2013 год от Уполномоченного по правам человека В. П. Лукина в Верховный суд поступило (по данным официального сайта суда) 71 обращение, в том числе 37 обращений по уголовным делам, 32 по гражданским делам, 2 по административным делам. Его преемница обращалась в Верховный суд намного реже — за 2015 год она направила туда 49 обращений. В 2016 году от Уполномоченного по правам человека в Российской Федерации в Верховный суд Российской Федерации поступило 92 обращение.

### Уполномоченный и суды общей юрисдикции
Право Уполномоченного обращаться в суды общей юрисдикции на любой стадии рассмотрения дела было введено лишь в середине 2010-х годов. Этим правом Уполномоченный в 2016 году пользовалась редко — её представители за 2016 год приняли участие в 42 заседаниях:
- 31 заседание по гражданским делам;
- 5 заседаний в связи с административным исковым заявлением;
- 6 заседаний в порядке надзора.

## Задержания в приёмной Уполномоченного по правам человека в Российской Федерации
22 июня 2018 года в приемную Уполномоченного по правам человека в Российской Федерации пришел активист Андрей Киселев, который устроил у входа в неё одиночный пикет в поддержку арестованных фигурантов дела «Новое величие». Сотрудник аппарата Уполномоченного пригласил Киселева в офис в специальную комнату для написания заявления на имя омбудсмена. Активист вошел туда с двумя журналистами. Сотрудник дал Киселеву бумагу и вызвал полицию. Полицейский забрал Киселева прямо из офиса Уполномоченного и в присутствии журналистов доставил его в отделение полиции. Там на Киселева был составлен протокол по статье 20.2 Кодекса Российской Федерации об административных правонарушениях за проведение несанкционированного одиночного пикета в период Чемпионата мира по футболу.

## Уполномоченные по правам человека в Российской Федерации
1. Сергей Адамович Ковалёв (17 января 1994 года — 10 марта 1995 года),
2. Олег Орестович Миронов (22 мая 1998 года — 13 февраля 2004 года)[26],
3. Владимир Петрович Лукин (13 февраля 2004 года — 18 марта 2014 года),
4. Элла Александровна Памфилова (18 марта 2014 года — 25 марта 2016 года)[27][28].
5. Татьяна Николаевна Москалькова (с 22 апреля 2016 года).

## Уполномоченные по правам человека в субъектах Российской Федерации
Должность регионального омбудсмена как отдельного государственного правозащитного органа появилась благодаря Совету Федерации. 17 апреля 1996 года Государственная дума Российской Федерации приняла федеральный конституционный закон «Об уполномоченном по правам человека в Российской Федерации». Этот закон предусматривал право федерального Уполномоченного создавать на местах свои региональные представительства. Совет Федерации отклонил этот документ, предложив заменить это право на право региональных властей создавать у себя должности уполномоченных по правам человека в субъекте Федерации, финансировать их за счет средств региональных бюджетов. После согласования Государственная дума одобрила новый проект закона, который вступил в силу в 1997 году. Статья 5 этого закона разрешила региональным властям вводить у себя должность Уполномоченного по правам человека в субъекте Российской Федерации. Впрочем, ещё до появления этого закона были приняты законы о региональном Уполномоченном в Башкирии и Свердловской области. Первый Уполномоченный по правам человека в субъекте Российской Федерации появился в 1996 году в Башкирии. Таким образом, институт регионального омбудсмена в России как независимая инстанция от федерального Уполномоченного был создан Советом Федерации.
Хронология назначения в 1996—2000 годах первых региональных Уполномоченных по правам человека была следующей (в скобках указан первый Уполномоченный в регионе, назначенный или избранный на данную должность в этом году):
- 1996 год — Башкирия (Ч. Б. Газитов);
- 1997 год — Свердловская область (В. В. Машков);
- 1998 год — Смоленская область (В. Н. Осин)
- 1999 год — Саратовская область (А. С. Ландо) и Астраханская область (В. Н. Виноградов);
- 2000 год — Волгоградская область (М. А. Таранцов) и Татарстан (Р. Г. Вагизов);

Из этих данных видно, что вплоть до 2001 года региональный омбудсмен оставался редкой должностью — подавляющее большинство субъектов Российской Федерации не спешило вводить у себя этот пост. С 2001 года началось массовое введение в российских регионах должностей омбудсменов. Таким образом, до 2016 года Уполномоченные появились во всех регионах России, кроме Тувы и Чукотского автономного округа (в это регионе омбудсмен появился в 2016 году).
Хотя должность регионального Уполномоченного предполагает периодическое переизбрание, в некоторых российских регионах омбудсмены занимают свои посты по 3 — 4 срока. Старейшим омбудсменом (по сроку пребывания) является Уполномоченный по правам человека в Свердловской области Т. Г. Мерзлякова, которая находится в этой должности с 4 июня 2001 года. Другим примером является Уполномоченный по правам человека в Кемеровской области Н. А. Волков, который находился в этой должности с 27 июня 2001 года по 23 января 2019 года (освобождён по собственному желанию).
В 2015—2016 годах была выстроена в России своего рода «вертикаль» Уполномоченных по правам человека с федеральным омбудсменом во главе. В 2015 году федеральный конституционный закон «Об уполномоченном по правам человека в Российской Федерации» была внесена статья 36.2, которая создала Совет уполномоченных по правам человека в России, в который включены по одному региональному омбудсмену от каждого федерального округа. С 2016 года региональные омбудсмены при назначении проходят согласование с Уполномоченным по правам человека в Российской Федерации, который беседует с ними, а также изучает их резюме. Всего в 2016 году федеральный Уполномоченный согласовал кандидатуры омбудсменов в 24 субъектах Российской Федерации. Региональные омбудсмены часто обращаются к федеральному Уполномоченному, но, как правило, не для содействия в защите прав граждан. Например, из более, чем 1200 обращений региональных Уполномоченных к федеральному омбудсмену, поступивших в 2016 году, только 287 содержали просьбы о содействии в защите прав граждан. Наблюдается и обратный процесс — направление федеральным Уполномоченным и сотрудниками его аппарата обращений региональным коллегам. Подавляющее большинство этих обращений не касаются защиты прав граждан-заявителей. Например, из 900 обращений, направленных в 2016 году Уполномоченным по правам человека в Российской Федерации и работниками его аппарата региональным омбудсменам только 84 обращения содержали просьбу об оказании содействия по обращениям граждан.